# VMware ThinApp
Die VMware ThinApp Thinstall Virtualization Suite ist eine Software zur Virtualisierung von Anwendungsprogrammen.
Thinstall wurde von der in San Francisco, Kalifornien ansässigen Firma Jitit ab 1999 entwickelt. 2008 wurde diese durch VMware aufgekauft, welche Thinstall als Ergänzung des Portfolios weiter vertreibt. Im Rahmen der Integration wurde Thinstall in ThinApp umbenannt.

## Anwendungsprinzip
Eine Anwendung wird in eine einzelne, in sich geschlossene EXE-Datei gepackt, welche dann selbstständig ausführbar ist. Dadurch ist es möglich, verschiedenste Softwareanwendungen ohne eine örtlich gebundene bzw. umständliche Installation auf Client-PCs oder Servern zu nutzen.
Bei der Nutzung von „thinstallisierter“ Software erfolgen keine Einträge in der Registrierungsdatenbank und es werden keine DLL-Dateien auf dem Rechner erstellt. Alle zur Ausführung erforderlichen Informationen und benötigten Bibliotheken sind ausschließlich in der eigens angelegten EXE-Datei enthalten. Benutzereinstellungen und erstellte Dokumente werden standardmäßig in einer erstellbaren Sandbox gespeichert, diese kann sowohl am Speicherort der EXE-Datei als auch an beliebiger anderer Stelle liegen. Die von ThinApp erstellte EXE-Datei kann sowohl über ein Netzwerk als auch mit wiederbeschreibbaren Speichermedien z. B. USB-Stick genutzt werden, eine Nutzung auf mehreren unterschiedlichen Rechnern ist so einfach möglich.
Angenehm ist auch die einfache Verteilung, die Nutzbarkeit auf Rechnern ohne Admin-Rechten und die gleichzeitige Verwendbarkeit verschiedener Softwareversionen ohne Konflikte. Durch das Vermeiden von Systemeingriffen wird die Sicherheit der Systeme gewährleistet, alle Änderungen verbleiben in der Sandbox.
Ein Nachteil ist derzeit noch die schwierige Kontrolle der Nutzung von erstellten EXE-Dateien. Eine Beschränkung des Einsatzes einer EXE-Datei auf eine bestimmte Umgebung ist zwar möglich, bedarf jedoch zusätzlichen Aufwandes. Ein Lizenzmanager ist in Arbeit, es gibt hierzu jedoch noch kein Release-Datum.

## Anwendungsbereiche
ThinApp wird von Firmen unterschiedlichster Größen sowie von öffentlichen Einrichtungen und Schulen verwendet. Anlass für den Einsatz ist zumeist die Vereinfachung von Softwareverteilung oder die Lösung von Kompatibilitätsproblemen. Dieser Einsatz kann dabei sowohl für die alle Rechner eines Anwenders als auch als Insellösung zur Behebung eines isolierten Problems erfolgen. Zu den Kunden gehören unter anderem General Electric, das US Department of Defense, Intuit, Qualcomm, Lucent, Fujifilm, Northrop Grumman, Morgan Stanley, Telekom Deutschland und Toshiba.
ThinApp ist vor allem für Microsoft-Windows-Umgebungen geeignet und unterstützt unter anderem Windows NT, 2000, XP, 2003, Vista, 7, 8 und 8.1, Terminal Server und Citrix MetaFrame ohne zusätzliche Installation von Software. Des Weiteren werden das .Net-Framework, Java, ActiveX, COM, MDAC und ODBC unterstützt. Zur Nutzung auf Linux-Systemen ist Wine notwendig. Allerdings gibt es Versionen von ThinApp, die aktuell mit Wine nicht harmonieren.

## Vertrieb
Die Thinstall Virtualization Suite ist eine kommerzielle Software, es gibt keine freien Versionen für Privatanwender. Kostenlose Demodownloads können auf der Seite von Thinstall oder bei den Händlern beantragt werden, sind jedoch nur für Firmen vorgesehen. Es ist jedoch möglich, von thindownload.de virtualisierte Freeware herunterzuladen und zu testen oder weitere Anwendungen zur Bereitstellung vorzuschlagen.
VMware hat die Software ab Version 4 in VMware ThinApp umbenannt und vollständig in das VMware-Sortiment aufgenommen.
VMware bietet ThinApp für rund 5.000 US-Dollar an. ThinApp wird mit einer ThinApp-Setup-Capture-Lizenz und fünfzig VMware-Workstation-Lizenzen ausgeliefert. Eine Clientlizenz kostet 39 US-Dollar.
Für einige Zeit bot VMware eine „ThinApp Starter Edition“ kostenlos für die Lizenznehmer von „VMware Workstation 7“ an. Die damit erstellen ThinApps sind nur für die persönlichen Zwecke gedacht und dürfen nicht an Dritte weitergegeben werden.

## Alternativen
Eine Alternative zu VMware ThinApp ist Evalaze. Der Captureprozess ähnelt dem von ThinApp. Bei Evalaze kann jedoch direkt über dem Builder das virtuelle Dateisystem, die virtuelle Registry und der Grad der Isolierung bearbeitet werden. Spoon Studio Virtualisation Suite (früher: Xenocode VS), weist ein anderes Grundprinzip als ThinApp auf.
Spoon benötigt die genaue Angabe der Programmdateien, während ThinApp diese mit Installation der Software automatisch findet.
Evalaze und Spoon sind vom Anschaffungspreis deutlich günstiger als ThinApp, bei sehr ähnlichen Konditionen.
Eine weitere Alternative stellt die Symantec Endpoint Virtualization Suite (ehemals „Software Virtualisation Solution“ von Altiris, SVS) dar. Der Ansatz ist auch hier ein anderer: alle Dateien und Registry-Einträge werden in eine sogenannte Software-„Schicht“ (Layer) installiert und in einem SVS-eigenen Ordner bzw. Registryzweig gespeichert. Zur Laufzeit werden diese Layer durch einen Treiber virtuell den realen Verzeichnissen „überlagert“, so dass das Betriebssystem z. B. die Dateien im Windows- oder Programme-Ordner „sieht“. Die einzelnen Layer sind gekapselt und können so z. B. verschiedene Versionen ein und derselben Datei im Windows-System32-Ordner parallel nutzen.
Auch eine Streaming- und Serverlösung gibt es. Eine kostenlose Version für Privatanwender ist erhältlich.